# Margaret Nolan
Pour les articles homonymes, voir Nolan.
Margaret Ann Nolan, née le 29 octobre 1943 à Hampstead (Londres) et morte le 5 octobre 2020 à Belsize Park (Londres), est un mannequin de charme et une actrice britannique.

## Biographie
Elle a été mariée à Tom Kempinski de 1967 à 1972 avant de divorcer.

### Mort
Margaret Ann Nolan est morte le 5 octobre 2020 à l'âge de 76 ans, dans le quartier Belsize Park de Londres.

## Filmographie
En 1964, Nolan joue le rôle de Dink, la masseuse de James Bond dans le film Goldfinger. 

### Cinéma
- 1964 : Contest Girl : Roses of England - Caroline
- 1964 : Ferry Cross the Mersey : Norah
- 1964 : Goldfinger : Dink
- 1964 : Quatre garçons dans le vent : Grandfather's Girl at Casino (non crédité)
- 1964 : Saturday Night Out : Julie
- 1965 : Carry on Cowboy : Miss Jones
- 1965 : Trois chambres à Manhattan : June
- 1966 : Promise Her Anything : Mail-Order Film Girl
- 1966 : The Great St. Trinian's Train Robbery : Susie Naphill
- 1967 : Bikini Paradise : Margarita
- 1968 : Le Grand Inquisiteur : Girl at Inn
- 1968 : Te casse pas la tête Jerry : Spink's Nurse
- 1969 : Le Carrousel fantastique : Little Assistance
- 1969 : Sophie's Place : Girlfriend (non crédité)
- 1969 : The Best House in London : Busty Prostitute (non crédité)
- 1970 : Toomorrow : Johnson
- 1971 : Brian Rix Presents: Reluctant Heroes : Pat Thompson
- 1971 : Carry on Henry VIII : Buxom Lass
- 1971 : Carry on at Your Convenience : Popsy
- 1972 : Carry on Matron : Mrs. Tucker
- 1973 : Carry on Girls : Dawn Brakes
- 1973 : No sex please... Nous sommes Anglais! : Barbara
- 1974 : Carry on Dick : Lady Daley
- 1986 : Sky Bandits (en) de Zoran Perisic (en) : Waitress
- 2011 : The Power of Three : Dame Margaret
- 2021 : Last Night in Soho : Sage Barmaid

### Courts-métrages
- 1962 : One Track Mind
- 1964 : It's a Bare Bare World
- 1964 : The Four Poster

### Télévision

#### Séries télévisées
- 1963 : Le Saint : Daisy
- 1964 : Crossroads : Denise Paget (1983)
- 1964 : ITV Play of the Week : Space hostess
- 1965 : 199 Park Lane : Martine
- 1965 : Buddenbrooks : Babette
- 1965 : Secret Agent : Mrs. Elliot
- 1966 : Adam Adamant Lives! : Sadie
- 1966 : Hugh and I : Dolly
- 1966 : On the Margin
- 1966 : Take a Pair of Private Eyes : Doreen
- 1966 : The Bed-Sit Girl
- 1966 : The Newcomers : Mercedes / Tripp, Mercedes Ricarda
- 1966 : The World of Wooster : Mabel
- 1966 : Theatre 625 : Fantasy girl
- 1966 : Thirty-Minute Theatre (en) : Eve
- 1967 : Armchair Theatre : Au Pair
- 1967 : The Wednesday Play : Margie
- 1968 : Mystery and Imagination : Vampire
- 1968 : Nearest and Dearest : Nemone Moore
- 1968 : Ooh La La!
- 1968-1969 : The World of Beachcomber
- 1969 : World in Ferment
- 1970 : The Adventures of Don Quick : Dulcie
- 1971 : Amicalement vôtre... : Sophie
- 1971-1972 : Budgie : Inga / Inga the Stripper
- 1972 : Funny You Should Say That
- 1972 : My Wife Next Door : Myra
- 1972 : New Scotland Yard : Gudrun Lindblom
- 1972 : Steptoe and Son : Nemone Wagstaff
- 1972 : Tarbuck's Luck
- 1973 : Black and Blue : Lynda Cherry
- 1973 : Last of the Summer Wine : Connie
- 1973 : Men of Affairs : Gloria
- 1973 : Whatever Happened to the Likely Lads? : Jackie
- 1973-1983 : Crown Court : Angela Mercer / Frances O'Reilly
- 1974 : Late Night Drama : Gillian
- 1975 : Q5 : Various Characters
- 1975 : Regan : Betty
- 1976 : I Didn't Know You Cared : Barmaid
- 1980 : Fox : Sheila Fox
- 1981 : Retour au château : Effie

#### Téléfilms
- 1967 : After Many a Summer : Bit part (non crédité)
- 1969 : Le Complot du silence : Secretary (non crédité)
- 1970 : Brian Rix Presents: Clutterbuck : Melissa
- 1971 : Mr Tumbleweed : Leading huntress
- 1973 : The Moon Shines Bright on Charlie Chaplin : Stella
- 1981 : Charlie Was a Rich Man